# Исаенко, Евгений Юрьевич
Евгений Юрьевич Исаенко (укр. Євген Юрійович Ісаєнко; род. 7 августа 2000, Винница) — украинский футболист, нападающий харьковского «Металлиста»

## Клубная карьера
Родился 7 августа 2000 года в Виннице. Начинал заниматься футболом в команде ВОДЮСШ (Винницкая областная детско-юношеская спортивная школа), но в 2014 году перебрался в академию киевского «Динамо». Выступал за киевлян в первенстве ДЮФЛУ. С 2017 года играл в юношеском чемпионате Украины, став лучшим бомбардиром юношеского первенства 2017/18 с 17-ю голами, чем помог своей команде праздновать успех в турнире.
13 апреля 2019 в матче УПЛ против «Мариуполя» (1:0) Исаенко дебютировал за первую команду «бело-синих», заменив на 70-й минуте Сергея Сидорчука. Впрочем, в большинстве своем Исаенко продолжал играть за молодежную команду и стал лучшим бомбардиром команды U-21 сезона 2019/20 (8 мячей в 16 матчах), после чего за «Динамо» U21 5 голов в ворота донецкого «Олимпика» U-21 (9:0) в первом туре молодежного чемпионата Украины сезона 2020/21. Через несколько дней после этого Исаенко был отдан в аренду в ковалёвский «Колос» до конца сезона. 19 сентября 2020 года дебютировал за «кузнецов» в матче Премьер-лиги против «Львова» (5:0), в котором и забил свой первый гол в высшем дивизионе.

## Карьера в сборной
23 сентября 2017 дебютировал на чемпионате Европы среди юношей до 17 лет в матче отборочного раунда против Литвы. С юношеской сборной был участником чемпионата Европы до 17 лет 2017 года.